# Henri Pirenne
Henri Pirenne (Verviers, 23 dicembre 1862 – Uccle, 25 ottobre 1935) è stato un medievista belga.
Culmine della sua opera è il libro Maometto e Carlomagno, pubblicato postumo nel 1937.
Tre sono i contributi principali di Pirenne alla visione della storia europea:
- la cosiddetta "tesi di Pirenne", riguardante l'epoca d'inizio del Medioevo;
- la crisi dell'inizio del XIV secolo;
- una prospettiva peculiare sulla storia medievale del Belgio.

Pirenne fu inoltre una delle voci più autorevoli della resistenza non-violenta ai tedeschi che avevano occupato il Belgio nel corso della prima guerra mondiale.

## Biografia
Henri Pirenne nacque in Belgio nel 1862. All'età di ventiquattro anni gli venne assegnata la cattedra di storia medievale dell'Università di Gand.
Nel 1916 venne arrestato dai tedeschi e tenuto prigioniero in Germania fino al termine del conflitto. A memoria della prigionia scrisse il volume Souvenirs de Captivité en Allemagne (Mars 1916-Novembre 1918), pubblicato nel 1920.

## La tesi di Pirenne
Pirenne sviluppò la sua tesi per la prima volta in una serie di lavori scritti tra il 1922 e il 1923 e passò poi il resto della sua vita alla ricerca di prove che suffragassero la sua tesi.
Gli storici fanno tradizionalmente coincidere l'inizio del Medioevo con la caduta dell'Impero romano d'Occidente (476): teoria, questa, sostenuta già da Edward Gibbon nel XVIII secolo.

Pirenne contestò l'idea per cui le invasioni barbariche avessero davvero causato la caduta dell'impero romano in Europa. Secondo lo studioso, infatti, lo stile di vita romano continuò a essere seguito anche dopo la caduta dell'impero, così come il sistema economico "mediterraneo" continuò a esistere secondo le linee impostate dai romani stessi. Del resto, i barbari (o per meglio dire, i Germani) giunsero a Roma non tanto per distruggerla, quanto per esserne partecipi della ricchezza. In qualche modo, dunque, i barbari invasori tentarono di mantenere in vita gli aspetti essenziali della romanità.
Secondo Pirenne il vero punto di svolta è rappresentato dall'espansione araba del VII secolo. L'avvento dell'Islam, infatti, ruppe i legami economici dell'Europa con tutta l'area corrispondente a Turchia sud-orientale, Siria, Palestina, Nordafrica, Spagna e Portogallo: in tal modo, l'Europa fu ridotta a un'area ristagnante, esclusa dai commerci. Cominciò quindi un'epoca di impoverimento che, al momento dell'ascesa di Carlo Magno nell'VIII secolo, aveva ormai reso quella europea un'economia esclusivamente agraria e di sussistenza, del tutto estranea agli scambi commerciali su lunga distanza.

Secondo Pirenne, «senza l'Islam, l'impero dei Franchi non sarebbe forse mai esistito e, senza Maometto, Carlomagno sarebbe inconcepibile».
Per Pirenne la crisi del Trecento rappresentò «la fine del periodo d'espansione dell'economia medievale» (Pirenne, 1933). «Questo aspetto fu a lungo ignorato e addirittura negato invece dagli storici italiani, convinti che l'Italia avesse chiuso trionfalmente l'età medievale per avviarsi ancor più trionfalmente verso gli splendori dell'Umanesimo e del Rinascimento». «Quel mondo, è chiaro, stava entrando in un periodo dominato più dallo spirito di conservazione che di creazione e lo scontento sociale era una testimonianza a un tempo del desiderio e dell'incapacità di migliorare una situazione che non rispondeva più ai bisogni degli uomini. (...) La causa principale della nuova situazione va ricercata nella stessa organizzazione economica, la quale era giunta a un tal punto di disfunzione da provocare uno scontento evidente sia tra le popolazioni urbane sia tra quelle rurali».
Per meglio sostenere la sua tesi, Pirenne fece frequente ricorso a metodi di indagine di tipo quantitativo. In particolare, egli diede importanza alla scomparsa di risorse dall'Europa: per esempio, il conio di monete d'oro a nord delle Alpi cessò dopo il VII secolo, a indicare la perdita dell'accesso alle zone più ricche del mondo. Allo stesso modo il papiro, fabbricato esclusivamente in Egitto, non venne più utilizzato nelle terre a nord delle Alpi a partire dal VII secolo: si ritornò, infatti, a impiegare pelli di animali per la scrittura, come il materiale pergamenaceo.

### Critiche alla tesi di Pirenne
La tesi di Pirenne non convinse del tutto gli storici del suo tempo e delle generazioni successive. L'incapacità di mantenere efficiente il modello antico non poteva essere infatti addebitata solo alla mancanza di sfruttamento delle risorse provenienti dalle periferie dell'Impero, senza dimenticare che la crisi economica e valoriale dell'Impero non si rifletté sulla sua componente "orientale", destinata in breve a trasformarsi nel prospero e potente Impero bizantino.

Era inoltre del tutto contestabile che la forte presenza islamica nel Mediterraneo impedisse proficui scambi fra le regioni settentrionali di quel bacino e quelle meridionali. Se infatti il quadrante mediterraneo più occidentale era sotto il pieno controllo delle potenze marinare nordafricana e spagnola musulmana, il quadrante centrale era in una situazione di maggior equilibrio (dimostrata dalla presenza di corsari musulmani che potevano operare proprio perché la navigazione commerciale cristiana non era mai del tutto venuta meno). Nel quadrante più orientale infine si poteva ancora esprimere appieno la potenza talassocratica ed economica bizantina.

Inoltre mercanti musulmani continuarono a commerciare con gli Stati europei, sia direttamente, sia con intermediari cristiani o ebrei. Il confronto tra Islam e Cristianità fu spesso non aggressivo e non militare: mercanti di Granada vendevano e compravano merci a Praga, mentre le città marinare italiane (dal IX secolo Amalfi, e poi via via le altre) vendevano e compravano tessuti e spezie in Egitto, Algeria, Siria, Libano.
Tuttavia si può ammettere che, anche senza accettare in toto tale teoria, alcuni aspetti di essa fossero fondati e che Pirenne abbia avuto l'indubbio merito di proporre uno schema di periodizzazione della storia alternativo a quello sino ad allora impiegato.

## La storia del Belgio
L'altro grande contributo di Pirenne riguarda l'età medievale in Belgio. Il Belgio quale Stato indipendente, infatti, era apparso solo una generazione prima di Pirenne: nel corso della storia il Belgio ha condiviso la sua fortuna con i Paesi Bassi, il Lussemburgo e alcune zone della Francia nord-orientale (le cosiddette "Fiandre"). Inoltre, il Belgio si trova proprio a cavallo dello spartiacque tra la lingua francese e quella olandese.
Date queste premesse, la nascita e la stessa esistenza del Belgio possono essere considerati come fatti accidentali: un'idea, questa, che Pirenne cercò di confutare nella sua Storia del Belgio (1899 - 1932). Anche in questo caso, le sue idee vennero criticate da molti storici che preferirono sottolineare l'unità economica delle Fiandre nel loro complesso.

## Opere
- Histoire de la constitution de la ville de Dinant au Moyen-Âge, Gand, 1889
- Histoire du meurtre de Charles le Bon comte de Flandre 1127-1128 par Galbert de Bruges, Paris, 1891
- (FR) Histoire de Belgique, 7 volumes, 1899-1932.
- Les anciennes démocraties des Pays-Bas, Flammarion, Bibliothèque de philosophie scientifique, 1910.
- (FR) Souvenirs de Captivité en Allemagne (Mars 1916-Novembre 1918), Collection du Flambeau, Bruxelles, Librairie Maurice Lamertin, 1920.
- Histoire de l'Europe, Des invasions au XVI siècle, 1936 [apparsa postuma: redazione iniziata nel 1917, rivista più tardi]
  -  Storia d'Europa. Dalle invasioni al XVI secolo, traduzione di M. L. Paradisi, Prefazione di Jacques Pirenne, Firenze, Sansoni, 1956; II ed., 1967; 1992; 1999.
  -  Storia d'Europa. Dalle invasioni al XVI secolo, traduzione di C. M. Carbone, Collana Classici, Orsa Maggiore, 1991, ISBN 978-88-239-0305-0. - Introduzione di Ludovico Gatto, Roma, Newton Compton, 2006.
- (EN) Medieval Cities: their Origins and the Revival of Trade, traduzione di Frank Davis Halsey, Princeton, Princeton University Press, 1925 (Les villes du Moyen Âge, essai d'histoire économique et sociale, 1927) [ciclo di conferenze tenute a Princeton]:
  -  Le città del Medioevo, traduzione di Elsa Romeo, Introduzione di Ovidio Capitani, Bari, Laterza, 1972.
  -  Le città del Medioevo, traduzione di M. Grasso, Roma, Newton & Compton, 1997, ISBN 978-88-818-3584-3.
- Le mouvement économique et social du Xe au XVIe siécle, 1933:
  -  Storia economica e sociale del Medioevo. La nascita dello spirito capitalistico nella sintesi di un grande precursore della moderna storiografia, traduzione di L. Cammarano, prefazione di Antonella Tarpino, appendice bibliografica di Hans van Werveke, Milano, Garzanti, 1967-1985.
  -  Storia economica e sociale del Medioevo, traduzione di Maurizio Grasso, Introduzione di Ludovico Gatto, Roma, Newton & Compton, 1997, ISBN 978-88-818-3657-4.
- (FR) Mahomet et Charlemagne, Bruxelles, Félix Alcan Nouvelle Société d'Editions, 1937:
  -  Maometto e Carlomagno, collana Biblioteca di Cultura Moderna, traduzione di Mario Vinciguerra, prefazione di Ovidio Capitani, Bari, Laterza, 1969-2019  [1939].
  -  Maometto e Carlomagno, introduzione di Ludovico Gatto, Roma, Newton & Compton, 1993.
  -  Maometto e Carlomagno, collana Grandi Pensatori d'Oriente e d'Occidente, traduzione di Anna Maria Martelli, Milano, Luni, 2018, ISBN 978-88-798-4561-8.
- B. Arcangeli (a cura di), L'opera dello storico, collana Relox n. 6, Bibliopolis, 1990-2007, ISBN 978-88-7088-240-7.